# Star Wars: Dark Forces
Star Wars: Dark Forces är ett datorspel som utspelar sig i Stjärnornas krig-universumet. Det var det första FPS-spelet inom Stjärnornas Krig-spelserien.
Dark Forces har blivit anklagat för att vara en så kallad "Doom-klon", och det sägs att LucasArts bakutvecklade Doom-motorn för att få reda på hur den fungerade. LucasArts döpte sin motor till jedimotorn. Spelet är i sig ett svar till de många Star Wars-moddar som gjordes till Doom, men förutom att den liknar Doom är den något mer avancerad. Till exempel finns det rum ovanpå rum, vilket inte var möjligt i Doom, samt dimma och möjligheten att titta upp och ner.
I Dark Forces tar spelaren rollen som Kyle Katarn. Det första uppdraget man får är att stjäla ritningarna till Dödsstjärnan i en bas, och detta utspelar sig alltså innan episod 4. Längre in i spelet möter spelaren på en av Imperiets många planer, vilket i Dark Forces visar sig vara en ny typ av stormtrooper - darktrooper. Spelaren får ta sig igenom ett flertal platser, däribland på Coruscant, Nar Shaddaa och Arc Hammer - rymdskeppet där darktroopers tillverkas. Bland annat möter spelaren stormtroopers, Gammorean-vakter och även Boba Fett.
Spelet fick ett par uppföljare, och många ser på Dark Forces som en grundsten i dagens Star Wars-spel så som Knights of the Old Republic och Star Wars Online.
PC-versionen av spelet har egenheten att det inte fungerar att installera det på datorer som kom ut efter 1998, det finns dock ett installationsskript som råder bot på detta genom att installera hela spelet från CD:n till hårddisken.